# Нижняя Омра (сельское поселение)
Нижняя Омра — административно-территориальная единица (административная территория посёлок сельского типа с подчинённой ему территорией) и муниципальное образование (сельское поселение с полным официальным наименованием муниципальное образование сельского поселения «Нижняя Омра») в составе муниципального района Троицко-Печорского в Республике Коми Российской Федерации.
Административный центр — посёлок Нижняя Омра.

## История
Статус и границы административной территории установлены Законом Республики Коми от 6 марта 2006 года № 13-РЗ «Об административно-территориальном устройстве Республики Коми».
Статус и границы сельского поселения установлены Законом Республики Коми от 5 марта 2005 года № 11-РЗ «О территориальной организации местного самоуправления в Республике Коми».

## Население
| 2010 | 2011 | 2012 | 2013 | 2014 | 2015 | 2016 |
| ---- | ---- | ---- | ---- | ---- | ---- | ---- |
| 913  | ↘900 | ↘882 | ↘851 | ↘793 | ↘755 | ↘714 |
| 2017 | 2018 | 2019 | 2020 | 2021 |      |      |
| ↘676 | ↘644 | ↘608 | ↘572 | ↘566 |      |      |

## Состав
Состав административной территории и сельского поселения:
| № | Населённый пункт | Тип населённого пункта          | Население |
| - | ---------------- | ------------------------------- | --------- |
| 1 | Бадьёль          | посёлок                         | ↘109      |
| 2 | Гришестав        | деревня                         | 13        |
| 3 | Нижняя Омра      | посёлок, административный центр | ↗1119     |